# Штепа, Вадим Владимирович
Вади́м Влади́мирович Ште́па (род. 5 августа 1970) — российский и эстонский философ и публицист.

## Биография
Родился в Карелии, детство провёл в Крыму, Красноярском крае, Заполярье. Окончил факультет журналистики МГУ. Путешествовал по Финляндии, Великобритании, Греции, Югославии, Японии и другим странам.
Член Международного философского общества (ISFP), Международной федерации журналистов, академик «Санкт-Петербургской арктической академии наук» (секция культуры, искусства и туризма), эксперт творческой корпорации «Транслаборатория».
Сфера творческих и исследовательских интересов: Глобальный Север, воплощённая утопия, глокализация, постполитика, регионализм, региональный брендинг, новая античность и т. д.
В 2006—2008 годах вёл авторскую колонку на сайте Гарри Каспарова kasparov.ru.

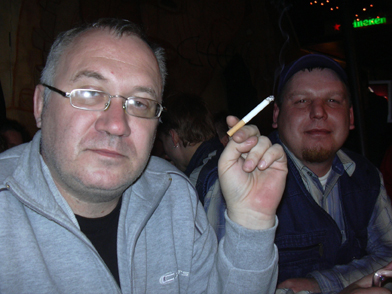
Вадим Штепа (на заднем плане) и Илья Кормильцев

В фильме-мениппее Андрея Галицкого «Диалоги Платона» (2009) играет роль Сократа.
Участник второго тома сборника «Кто сегодня делает философию в России» (2011, «Аграф», составитель Алексей Нилогов).
В 2009—2013 годах — постоянный автор Русского журнала. По словами Игоря Сида, «Штепа — один из лидеров и концепторов российского интеллектуального движения за культурное самоопределение регионов».
Участник Всемирного демократического форума в Страсбурге (2012).
В 2014—2015 годах являлся идеологом Республиканского движения Карелии.
В декабре 2015 года после административного ареста и угроз со стороны главы Республики Карелия А. Худилайнена был вынужден уехать из России.
В эмиграции продолжает сотрудничество со медиа различных стран. С января 2019 года — главный редактор информационно-аналитического журнала «Регион. Эксперт», посвящённого регионализму и федерализму в России.
Проживает в Таллине. Двоюродный прадед — Павел Штепа.

## Основные работы
- «Иnверсия» (1998)
- «Ruтопия» (2004), Екатеринбург, Ультра.Культура, 384 с.
- «Заметки ruтописта» (2008), сборник авторских публикаций 2004—2008, Вольная петербургская типография
- «Русское будущее» (2008), составитель футурологического сборника, издательство Нестор-история
- «Дети северного ветра» (2011), Введение в Новую Античность, издательский проект Кабинетный учёный
- «Interregnum» (2012), 100 вопросов и ответов о регионализме, издательство Алексея Цыкарева. — ISBN 978-5-9903769-1-5
- «Возможна ли россия после империи?» (2017).
- «Пост-Россия», Школа гражданского просвещения, Рига, 2025. ISBN 978-9934-9298-1-6